# Kabary Salem
Kabary Salem (n. 12 februarie 1968, Cairo, Egipt) este un fost pugilist egiptean. Și-a încheiat cariera în 2005, după ce a fost înfrânt de Lucian Bute (prin KO în runda a 8-a).

## Legături externe
- Materiale media legate de Kabary Salem la Wikimedia Commons
- en Kabary Salem la Olympedia.org